# Болос Демокритос
Болос Демокритос (на гръцки:Βῶλος ὁ Μενδήσιος) е елинизиран египетски философ,  неопитагорейски автор на произведения по езотерика и медицина, в Птолемейски Египет, живял трети век преди Христа. Хронографите казват за други, че е описвал чудеса, мощни лекарства и астрономически явления.